# Dolomedes fuscipes
Dolomedes fuscipes är en spindelart som beskrevs av Roewer 1955. Dolomedes fuscipes ingår i släktet Dolomedes och familjen vårdnätsspindlar.
Artens utbredningsområde är Kamerun. Inga underarter finns listade i Catalogue of Life.